# أيوب بن حبيب اللخمي
أيوب بن حبيب اللخمي ثالث ولاة الدولة الأموية على الأندلس، وابن أخت أول ولاتها موسى بن نصير. بعد مقتل عبد العزيز بن موسى بن نصير ثاني ولاة الأندلس، اتفق أهل الأندلس على أن يولوا أيوب بن حبيب اللخمي مكانه، فتولاها من رجب 97 هـ إلى ذي الحجة 97 هـ، حيث عزله محمد بن يزيد والي أفريقية من قبل الخليفة سليمان بن عبد الملك، وبعث مكانه الحر بن عبد الرحمن الثقفي، كانت أبرز أحداث عهده أن نقل قاعدة الأندلس من إشبيلية إلى قرطبة، كما يشاع أنه باني قلعة أيوب.